# Digitaria polyphylla
Digitaria polyphylla är en gräsart som beskrevs av Johannes Jan Theodoor Henrard. Digitaria polyphylla ingår i släktet fingerhirser, och familjen gräs. Inga underarter finns listade i Catalogue of Life.